# Леменка (присілок)
Леменка (рос. Леменка) — присілок в Солецькому районі Новгородської області Російської Федерації.
Населення становить 39 осіб. Входить до складу муніципального утворення Горське сільське поселення.

## Історія
Від 2005 року входить до складу муніципального утворення Горське сільське поселення

## Населення
| 2010 |
| ---- |
| 39   |